# Sakaila imperialis
Sakaila imperialis is een krabbensoort uit de familie van de Aethridae. De wetenschappelijke naam van de soort is voor het eerst geldig gepubliceerd in 1963 door Sakai.